# Campeonato Nacional de Albania 1950
El Campeonato Nacional de Albania de 1950 (en albanés, Kampionati Kombëtar Shqiptar 1950) fue la 13a. edición del Campeonato Nacional de Albania.

## Resumen
Fue disputado por 12 equipos y Dinamo Tirana ganó el campeonato.

## Clasificación
|               | Pos. | Equipo            | PJ | PG | PE | PP | GF | GC | Dif. | Pts. |
| ------------- | ---- | ----------------- | -- | -- | -- | -- | -- | -- | ---- | ---- |
|               | 1    | Dinamo Tirana     | 16 | 14 | 1  | 1  | 60 | 6  | +54  | 29   |
|               | 2    | Partizani         | 16 | 14 | 1  | 1  | 77 | 10 | +67  | 29   |
|               | 3    | Shkodra           | 16 | 11 | 1  | 4  | 45 | 18 | +27  | 23   |
|               | 4    | Kavaja            | 16 | 6  | 3  | 7  | 21 | 32 | -11  | 15   |
| Decrecimiento | 5    | Lezha[a]          | 16 | 5  | 3  | 8  | 20 | 26 | -6   | 13   |
|               | 6    | Vlora             | 16 | 5  | 3  | 8  | 20 | 38 | -18  | 13   |
|               | 7    | Korça             | 16 | 8  | 3  | 5  | 31 | 24 | 7    | 19   |
|               | 8    | Durrësi           | 16 | 6  | 3  | 7  | 24 | 31 | -7   | 15   |
|               | 9    | Tirana            | 16 | 6  | 2  | 8  | 34 | 24 | 10   | 14   |
|               | 10   | Elbasani          | 16 | 5  | 3  | 8  | 18 | 28 | -10  | 13   |
|               | 11   | Fieri             | 16 | 4  | 1  | 11 | 25 | 45 | -20  | 9    |
| Decrecimiento | 12   | Spartak Pogradeci | 16 | 0  | 0  | 16 | 6  | 99 | -93  | 0    |

[a] Lezha fue degradado a la Segunda División por razones desconocidas.
Nota: 'Shkodra' es Vllaznia, 'Kavaja' es Besa, 'Lezha' es Besëlidhja, 'Vlora' es Flamurtari, 'Korça' es Skënderbeu, 'Durrësi' es Teuta, 'Tirana' es SK Tirana, 'Fieri' es Apolonia y 'Spartak Pogradeci' es Pogradeci.